# Ricardo Toro
Ricardo Toro (Santiago del Cile, 20 dicembre 1958) è un ex calciatore cileno, di ruolo difensore.

## Carriera

### Nazionale
Conta 5 presenze in Nazionale, prendendo parte alla Copa América 1987.